# Alicia Adélaide Needham
Alicia Adélaide Needham (Oldcastle, 31 de octubre de 1863 – 24 de diciembre de 1945) era una compositora irlandesa, principalmente de canciones y baladas. Fue una suffragette, además fue la primera mujer en dirigir en el Royal Albert Hall de Londres y la primera mujer presidente del Nacional Eisteddfod de Gales.

## Biografía
Needham nació en Oldcastle. Su apellido de soltera era Montgomery. Fue a la escuela en Derry durante cuatro años y después a Castletown en la  isla de Man. Estudió piano en la Royal College of Music de Londres a partir del año 1881 con el compositor y pianista irlandés Arthur O'Leary, armonía y contrapunto con Francis Davenport y, ocasionalmente, con George Alexander Macfarren y Ebenezer Prout. No se sabe lo que hizo durante los tres años siguientes, hasta que en 1884 retomó sus estudios. En 1887 se graduó y se licenció en 1889. En 1893 aprobó los exámenes para formar parte de la Asociación de la Royal College of Music. Mientras tanto se casó con el físico londinense Joseph Needham en 1892 y en 1900 nació su único hijo, también llamado Joseph.
Apoyada por su marido que le organizó conciertos y arregló sus primeras publicaciones, su carrera musical comenzó en 1894 con un gran número de publicaciones, recitales de piano y canciones. En total Needham escribió alrededor de 700 composiciones, la mayoría canciones, pero hay también algunos dúos, tríos y cuartetos para voces y piano, música de piano, orquestaciones de canciones, himnos corales, marchas para bandas y una canción de iglesia. Más de 200 trabajos suyos pueden ser encontrados en la British Library, algunos de ellos son ciclos de canciones y colecciones similares con hasta doce piezas. Paró de componer antes de 1920 y se sabe poco de ella a partir de ese momento. Falleció en la víspera de Navidad de 1945 en Londres.

## Obras
- An Album of Hush Songs (1897)
- The Seventh English Edward (1902)
- A Bunch of Shamrocks: Irish Song Cycle for Four Solo Voices (1904)
- Twelve Small Songs for Small People (1904)
- Four Songs for Women Suffragists (1908)
- A Bunch of Heather: Scottish Song Cycle (1910)
- Army and Navy Songcycle (1912)